# It Hurts (Angels & Airwaves)
It Hurts è il secondo singolo degli Angels & Airwaves, pubblicato solo in Europa, dall'album We Don't Need to Whisper.
Uno short-film per questa canzone è stato pubblicato il 18 aprile 2006 dal sito ufficiale della band, che continua da dove quello di The Adventure è terminato.

## Descrizione
(Tom DeLonge su It Hurts)
Il singolo ha raggiunto la 59º posizione nella Official Singles Chart britannica.
La canzone è anche stata resa disponibile come traccia scaricabile nel videogioco Rockband il 6 maggio 2008.

## Tracce
Canada
1. It Hurts
2. The Adventure

Versione registrata a Mayfair
1. It Hurts

Download digitale
1. It Hurts